# Segunda División de Gibraltar 2016-17
La Segunda División de Gibraltar 2016-17 fue la edición número 101 del torneo de fútbol de segundo nivel organizado por la Asociación de Fútbol de Gibraltar (G. F. A.). El torneo empezó el 19 de septiembre de 2016 y terminó el 26 de mayo de 2017. Gibraltar Phoenix se consagró campeón con dos fechas de anticipación y de esta manera consiguió su ascenso, y regresó a la Primera División, después de su descenso en la temporada 2013-14.
Los participantes de este torneo jugaron, además, la primera ronda de la Rock Cup 2017 y la Copa de la Segunda División de Gibraltar 2017.

## Formato
Todos los partidos fueron jugados en el estadio Victoria. Allí los nueve equipos participantes jugaron entre sí dos rondas bajo el sistema de todos contra todos totalizando dieciséis partidos cada uno, en dieciocho jornadas. Al final de las dieciocho jornadas el equipo con la mayor cantidad de puntos se consagró campeón y consiguió ascender de manera directa a la Primera División de Gibraltar 2017−18; mientras que el subcampeón tuvo que jugar el partido de ascenso y descenso contra el noveno clasificado de la Premier League Gibraltareña 2016-17 para definir cual de los dos jugaría en primera división la próxima temporada.
Además esta temporada se introdujo la regla del jugador nacional —Home Ground Player en inglés o HGP por sus iniciales—, la cual establece que cada equipo ha de contar con por lo menos tres jugadores de nacionalidad gibraltareña en la convocatoria de cada jornada, de los cuales uno ha de permanecer en el campo durante todo el partido; es decir en ningún momento un equipo podrá jugar con once futbolistas extranjeros, excepto si ya realizó los tres cambios y el único jugador gibraltareño en el campo sufre una lesión que le impida seguir jugando. En esta circunstancia el equipo afrontará lo que reste del partido con diez jugadores extranjeros.

## Equipos participantes
El torneo está integrado por nueve equipos, ocho de los cuales provienen de la Gibraltar Second Division 2015-16 y uno de la Premier League Gibraltareña 2015-16. Red Imps y Pegasus decidieron retirarse de la división, por lo cual no participaran en esta edición.

### Ascensos y descensos
Europa Point y Mons Calpe ascendieron la temporada pasada y fueron reemplazados en esta por Angels. Europa Point consiguió ascender de manera directa luego de ganar la Second Division 2015-16, mientras que Mons Calpe lo hizo luego de vencer a Britania XI por dos a uno en el partido de ascenso y descenso. Semanas antes del inicio del campeonato Britania XI anunció que no participaría en esta edición, dejando así con tan solo nueve equipos a la Segunda División.
| Pos. | Ascendidos de Segunda División 2015-16 |
| ---- | -------------------------------------- |
| 1    | Europa Point                           |
| PO   | Mons Calpe                             |

| Pos. | Descendidos de Premier League 2015-16 |
| ---- | ------------------------------------- |
| PO   | Britannia XI                          |
| 10   | Angels                                |

### Datos de los clubes
| Pos.    | Clubes            | Capitán           | Entrenador          | Proveedor | Auspiciador      |
| ------- | ----------------- | ----------------- | ------------------- | --------- | ---------------- |
| 10 (PL) | Angels            | Jorge Serrato     | Lewis Fraser        | Kipsta    | Eroski Center    |
| 3       | Gibraltar Phoenix | Borja             | Albert Ferri        | Luanvi    | General Lifts    |
| 4       | Bruno's Magpies   | Sam Whelan        | David Wilson        | Nike      | Brunos Bar       |
| 5       | Olympic Gibraltar | Anthony Provalosi | Garry Turner-Bone   | Nike      | VR Solutions     |
| 7       | Leo               | Fernando Sánchez  | Rogelio Ramagge     | Jako      | BMI Group        |
| 8       | Boca Juniors      | Philip Hermida    | José Pomares        | Adidas    | Masbro           |
| 10      | Hound Dogs        | Shaun De'Ath      | Chris Gómez         | Jako      | The Calpe Hounds |
| 11      | Cannons           | Adrián Reina      | Christian Olivares  | Jako      | -                |
| 12      | College 1975      | David Gómez       | Francisco Fernández | Nike      | Cosmopolitan     |

## Tabla de pocisiones
Para el cálculo de la tabla de posiciones se asignarán tres puntos por cada victoria, uno por cada empate y cero en caso de derrota. La posición en la tabla dependerá de la cantidad de puntos obtenidos, la diferencia entre los goles anotados y los goles recibidos, los goles anotados, los goles recibidos. Si aplicando los cuatro primeros criterios no se llegara a determinar la posición de dos o más equipos entonces se contabilizarán solo las estadísticas de los partidos jugados entre sí. Si aún con los criterios anteriores no se pudiese determinar la posición de dos o más equipos, entonces estos jugarán un minitorneo para determinar sus posiciones, en el caso de ser solamente dos, estos jugarán un solo partido.
  Actualizado el 5 de mayo de 2017.
| Pos. | Equipo                         | PJ | PG | PE | PP | GF | GC | DG  | Pts. | Clasificado a                         |
| ---- | ------------------------------ | -- | -- | -- | -- | -- | -- | --- | ---- | ------------------------------------- |
| 1    | Gibraltar Phoenix (CS) (C) (A) | 16 | 14 | 0  | 2  | 82 | 10 | +72 | 42   | Primera División de Gibraltar 2017−18 |
| 2    | Bruno's Magpies (PAD)          | 16 | 12 | 3  | 1  | 63 | 12 | +51 | 39   | Partido de ascenso y descenso         |
| 3    | Boca Juniors                   | 16 | 10 | 2  | 4  | 32 | 21 | +11 | 32   |                                       |
| 4    | Cannons                        | 16 | 7  | 3  | 6  | 33 | 29 | +4  | 24   |                                       |
| 5    | Leo                            | 16 | 6  | 1  | 9  | 28 | 52 | −24 | 19   |                                       |
| 6    | Olympic Gibraltar              | 16 | 5  | 2  | 9  | 28 | 35 | −7  | 17   |                                       |
| 7    | College 1975                   | 16 | 5  | 1  | 10 | 24 | 40 | −16 | 16   |                                       |
| 8    | Angels (D)                     | 16 | 4  | 1  | 11 | 17 | 66 | −49 | 13   |                                       |
| 9    | Hound Dogs                     | 16 | 2  | 1  | 13 | 9  | 51 | −42 | 7    |                                       |

(D): Descendido la temporada anterior. (C): Campeón de la liga. (CS): Campeón de la Copa de Segunda División 2017. (PAD):  Definitivamente clasificado al partido de ascenso y descenso. (A): Definitivamente ascendido.

### Evolución de las clasificaciones
En esta sección se muestra la posición ocupada por cada uno de los diez equipos al término de cada jornada. Los colores son los mismos utilizados en la tabla de posiciones y hacen referencia a la clasificación en una determina jornada.
| Fecha             | 1 | 2 | 3 | 4 | 5 | 6 | 7 | 8 | 9 | 10 | 11 | 12 | 13 | 14 | 15 | 16 | 17 | 18 |
| Equipo            |   |   |   |   |   |   |   |   |   |    |    |    |    |    |    |    |    |    |
| ----------------- | - | - | - | - | - | - | - | - | - | -- | -- | -- | -- | -- | -- | -- | -- | -- |
| Gibraltar Phoenix | 9 | 9 | 9 | 9 | 9 | 7 | 3 | 2 | 2 | 1  | 1  | 1  | 1  | 1  | 1  | 1  | 1  | 1  |
| Bruno's Magpies   | 5 | 1 | 1 | 1 | 1 | 1 | 1 | 1 | 1 | 2  | 2  | 2  | 2  | 2  | 2  | 2  | 2  | 2  |
| Boca Juniors      | 4 | 6 | 7 | 4 | 5 | 5 | 2 | 3 | 3 | 4  | 4  | 5  | 4  | 4  | 3  | 3  | 3  | 3  |
| Cannons           | 2 | 5 | 3 | 3 | 2 | 2 | 4 | 5 | 4 | 3  | 3  | 3  | 3  | 3  | 4  | 4  | 4  | 4  |
| Leo               | 6 | 3 | 6 | 6 | 6 | 4 | 6 | 7 | 8 | 6  | 7  | 4  | 5  | 5  | 5  | 5  | 5  | 5  |
| Olympic Gibraltar | 3 | 2 | 5 | 8 | 8 | 8 | 8 | 8 | 5 | 5  | 5  | 6  | 7  | 8  | 8  | 6  | 6  | 6  |
| College 1975      | 8 | 8 | 8 | 5 | 3 | 3 | 5 | 6 | 7 | 8  | 6  | 7  | 8  | 6  | 6  | 7  | 7  | 7  |
| Angels            | 7 | 7 | 2 | 2 | 4 | 6 | 7 | 4 | 6 | 7  | 8  | 8  | 6  | 7  | 7  | 8  | 8  | 8  |
| Hound Dogs        | 1 | 4 | 4 | 7 | 7 | 9 | 9 | 9 | 9 | 9  | 9  | 9  | 9  | 9  | 9  | 9  | 9  | 9  |

### Evolución de los puntos
En la siguiente tabla se muestra la cantidad de puntos obtenidos por cada equipo al término de cada jornada. El color verde representa una victoria, el color amarillo un empate, el rojo una derrota y el gris simboliza que el equipo no jugó en esa jornada. Así, si un equipo gana su primer partido, este aparecerá en un cuadro de color verde con el número tres en su interior. Si posteriormente consigue un empate, entonces el siguiente recuadro será de color amarillo con un cuatro en su interior. De igual manera si el equipo perdiese su tercer partido, este aparecerá en un recuadro rojo con el número cuatro en su interior. Así también si en la siguiente jornada el equipo descansara, aparecerá un recuadro gris con un cuatro en su interior;  es decir sin sumar puntos con respecto a la jornada anterior.
| Equipo/Fecha      | 1 | 2 | 3 | 4 | 5  | 6  | 7  | 8  | 9  | 10 | 11 | 12 | 13 | 14 | 15 | 16 | 17 | 18 |
| ----------------- | - | - | - | - | -- | -- | -- | -- | -- | -- | -- | -- | -- | -- | -- | -- | -- | -- |
| Gibraltar Phoenix | 0 | 0 | 0 | 0 | 3  | 6  | 9  | 12 | 15 | 21 | 24 | 27 | 27 | 30 | 33 | 36 | 39 | 42 |
| Bruno's Magpies   | 1 | 4 | 7 | 8 | 11 | 14 | 17 | 20 | 20 | 21 | 21 | 24 | 27 | 30 | 33 | 36 | 39 | 39 |
| Boca Juniors      | 1 | 1 | 1 | 4 | 4  | 7  | 10 | 10 | 13 | 14 | 14 | 14 | 17 | 20 | 23 | 26 | 29 | 32 |
| Cannons           | 3 | 3 | 4 | 5 | 8  | 8  | 9  | 9  | 12 | 15 | 18 | 21 | 21 | 21 | 21 | 21 | 21 | 24 |
| Leo               | 1 | 4 | 4 | 4 | 4  | 7  | 7  | 7  | 7  | 10 | 10 | 13 | 16 | 16 | 19 | 19 | 19 | 19 |
| Olympic Gibraltar | 1 | 4 | 4 | 4 | 4  | 4  | 5  | 8  | 11 | 11 | 11 | 11 | 11 | 11 | 11 | 14 | 17 | 17 |
| College 1975      | 0 | 1 | 1 | 4 | 7  | 7  | 7  | 7  | 7  | 7  | 10 | 10 | 10 | 13 | 13 | 13 | 13 | 16 |
| Angels            | 0 | 1 | 4 | 7 | 7  | 7  | 7  | 10 | 10 | 10 | 10 | 10 | 13 | 13 | 13 | 13 | 13 | 13 |
| Hound Dogs        | 3 | 3 | 4 | 4 | 4  | 4  | 4  | 4  | 4  | 4  | 7  | 7  | 7  | 7  | 7  | 7  | 7  | 7  |

## Resultados
En las siguientes tablas se muestran los resultados a gran escala entre los participantes. Un recuadro de color rojo simboliza la victoria del equipo ubicado en la parte superior, uno verde, la victoria del ubicado en la parte izquierda y uno amarillo, un empate.
|                   | ANG  | BOC | BMA | CAN | COL  | GIP | HOU | LEO | OLY |
| ----------------- | ---- | --- | --- | --- | ---- | --- | --- | --- | --- |
| Angels            |      | 3–0 | 1–8 | 0–5 | 1–1  | 0–7 | 3–0 | 0–4 | 1–7 |
| Boca Juniors      | 1–0  |     | 0–0 | 1–3 | 1–0  | 0–3 | 2–0 | 6–3 | 2–1 |
| Bruno's Magpies   | 5–0  | 3–3 |     | 4–1 | 5–3  | 1–3 | 8–0 | 2–0 | 4–0 |
| Cannons           | 3–0  | 0–3 | 1–1 |     | 1–0  | 0–1 | 3–0 | 1–2 | 1–4 |
| College 1975      | 2–1  | 2–5 | 0–1 | 1–2 |      | 0–3 | 3–1 | 1–0 | 3–1 |
| Gibraltar Phoenix | 20–1 | 2–0 | 0–3 | 8–1 | 11–0 |     | 3–0 | 4–0 | 5–0 |
| Hound Dogs        | 0–2  | 0–3 | 0–8 | 1–1 | 2–5  | 3–0 |     | 1–3 | 1–0 |
| Leo               | 0–2  | 1–3 | 0–9 | 2–9 | 3–2  | 0–7 | 4–0 |     | 2–2 |
| Olympic Gibraltar | 3–2  | 0–2 | 0–1 | 1–1 | 2–1  | 1–5 | 3–0 | 3–4 |     |

## Partidos

### Primera vuelta
| Fecha 1         | Fecha 1   | Fecha 1           | Fecha 1          | Fecha 1 | Fecha 1          |
| Local           | Resultado | Visitante         | Fecha            | Hora    | Estadio          |
| --------------- | --------- | ----------------- | ---------------- | ------- | ---------------- |
| College 1975    | 1 − 2     | Cannons           | 19 de septiembre | 18:15   | Estadio Victoria |
| Leo             | 2 − 2     | Olympic Gibraltar | 19 de septiembre | 20:30   | Estadio Victoria |
| Hound Dogs      | 0 − 3     | Gibraltar Phoenix | 20 de septiembre | 18:15   | Estadio Victoria |
| Bruno's Magpies | 3 − 3     | Boca Juniors      | 20 de septiembre | 20:30   | Estadio Victoria |

| Fecha 2           | Fecha 2   | Fecha 2         | Fecha 2          | Fecha 2 | Fecha 2          |
| Local             | Resultado | Visitante       | Fecha            | Hora    | Estadio          |
| ----------------- | --------- | --------------- | ---------------- | ------- | ---------------- |
| Cannons           | 1 − 2     | Leo             | 25 de septiembre | 16:30   | Estadio Victoria |
| Angels            | 1 − 1     | College 1975    | 27 de septiembre | 18:15   | Estadio Victoria |
| Olympic Gibraltar | 3 − 0     | Hound Dogs      | 27 de septiembre | 20:30   | Estadio Victoria |
| Gibraltar Phoenix | 0 − 3     | Bruno's Magpies | 28 de septiembre | 18:15   | Estadio Victoria |

| Fecha 3         | Fecha 3   | Fecha 3           | Fecha 3         | Fecha 3 | Fecha 3          |
| Local           | Resultado | Visitante         | Fecha           | Hora    | Estadio          |
| --------------- | --------- | ----------------- | --------------- | ------- | ---------------- |
| Leo             | 0 − 2     | Angels            | 8 de octubre    | 20:30   | Estadio Victoria |
| Hound Dogs      | 1 − 1     | Cannons           | 9 de octubre    | 16:30   | Estadio Victoria |
| Bruno's Magpies | 4 − 0     | Olympic Gibraltar | 9 de octubre    | 18:30   | Estadio Victoria |
| Boca Juniors    | 0 − 3     | Gibraltar Phoenix | 19 de diciembre | 18:15   | Estadio Victoria |

| Fecha 4           | Fecha 4   | Fecha 4         | Fecha 4       | Fecha 4 | Fecha 4          |
| Local             | Resultado | Visitante       | Fecha         | Hora    | Estadio          |
| ----------------- | --------- | --------------- | ------------- | ------- | ---------------- |
| College 1975      | 1 − 0     | Leo             | 16 de octubre | 18:30   | Estadio Victoria |
| Olympic Gibraltar | 0 − 2     | Boca Juniors    | 18 de octubre | 20:30   | Estadio Victoria |
| Angels            | 3 − 0     | Hound Dogs      | 19 de octubre | 20:30   | Estadio Victoria |
| Cannons           | 1 − 1     | Bruno's Magpies | 20 de octubre | 20:30   | Estadio Victoria |

| Fecha 5           | Fecha 5   | Fecha 5           | Fecha 5       | Fecha 5 | Fecha 5          |
| Local             | Resultado | Visitante         | Fecha         | Hora    | Estadio          |
| ----------------- | --------- | ----------------- | ------------- | ------- | ---------------- |
| Gibraltar Phoenix | 5 − 0     | Olympic Gibraltar | 23 de octubre | 18:30   | Estadio Victoria |
| Hound Dogs        | 2 − 5     | College 1975      | 25 de octubre | 20:30   | Estadio Victoria |
| Bruno's Magpies   | 5 − 0     | Angels            | 30 de octubre | 18:30   | Estadio Victoria |
| Boca Juniors      | 1 − 3     | Cannons           | 30 de octubre | 20:30   | Estadio Victoria |

| Fecha 6      | Fecha 6   | Fecha 6           | Fecha 6         | Fecha 6 | Fecha 6          |
| Local        | Resultado | Visitante         | Fecha           | Hora    | Estadio          |
| ------------ | --------- | ----------------- | --------------- | ------- | ---------------- |
| Cannons      | 0 − 1     | Gibraltar Phoenix | 6 de noviembre  | 18:30   | Estadio Victoria |
| Leo          | 4 − 0     | Hound Dogs        | 6 de noviembre  | 20:30   | Estadio Victoria |
| Angels       | 2 − 3     | Boca Juniors      | 11 de noviembre | 20:30   | Estadio Victoria |
| College 1975 | 0 − 1     | Bruno's Magpies   | 12 de noviembre | 18:15   | Estadio Victoria |

| Fecha 7           | Fecha 7   | Fecha 7      | Fecha 7         | Fecha 7 | Fecha 7          |
| Local             | Resultado | Visitante    | Fecha           | Hora    | Estadio          |
| ----------------- | --------- | ------------ | --------------- | ------- | ---------------- |
| Olympic Gibraltar | 1 − 1     | Cannons      | 15 de noviembre | 20:30   | Estadio Victoria |
| Gibraltar Phoenix | 20 − 1    | Angels       | 16 de noviembre | 20:30   | Estadio Victoria |
| Bruno's Magpies   | 2 − 0     | Leo          | 20 de noviembre | 18:30   | Estadio Victoria |
| Boca Juniors      | 1 − 0     | College 1975 | 21 de noviembre | 18:15   | Estadio Victoria |

| Fecha 8      | Fecha 8   | Fecha 8           | Fecha 8         | Fecha 8 | Fecha 8          |
| Local        | Resultado | Visitante         | Fecha           | Hora    | Estadio          |
| ------------ | --------- | ----------------- | --------------- | ------- | ---------------- |
| Angels       | 1 − 7     | Olympic Gibraltar | 27 de noviembre | 18:30   | Estadio Victoria |
| College 1975 | 0 − 3     | Gibraltar Phoenix | 27 de noviembre | 20:30   | Estadio Victoria |
| Hound Dogs   | 0 − 8     | Bruno's Magpies   | 28 de noviembre | 18:15   | Estadio Victoria |
| Leo          | 1 − 3     | Boca Juniors      | 29 de noviembre | 20:30   | Estadio Victoria |

| Fecha 9           | Fecha 9   | Fecha 9      | Fecha 9        | Fecha 9 | Fecha 9          |
| Local             | Resultado | Visitante    | Fecha          | Hora    | Estadio          |
| ----------------- | --------- | ------------ | -------------- | ------- | ---------------- |
| Cannons           | 3 − 0     | Angels       | 4 de diciembre | 18:30   | Estadio Victoria |
| Olympic Gibraltar | 2 − 1     | College 1975 | 5 de diciembre | 18:15   | Estadio Victoria |
| Boca Juniors      | 2 − 0     | Hound Dogs   | 6 de diciembre | 18:15   | Estadio Victoria |
| Gibraltar Phoenix | 4 − 0     | Leo          | 6 de diciembre | 20:30   | Estadio Victoria |

### Segunda vuelta
| Fecha 10          | Fecha 10  | Fecha 10        | Fecha 10        | Fecha 10 | Fecha 10         |
| Local             | Resultado | Visitante       | Fecha           | Hora     | Estadio          |
| ----------------- | --------- | --------------- | --------------- | -------- | ---------------- |
| Gibraltar Phoenix | 3 − 0     | Hound Dogs      | 13 de diciembre | 18:15    | Estadio Victoria |
| Boca Juniors      | 0 − 0     | Bruno's Magpies | 13 de diciembre | 20:30    | Estadio Victoria |
| Olympic Gibraltar | 3 − 4     | Leo             | 14 de diciembre | 18:15    | Estadio Victoria |
| Cannons           | 1 − 0     | College 1975    | 15 de diciembre | 20:30    | Estadio Victoria |

| Fecha 11        | Fecha 11  | Fecha 11          | Fecha 11    | Fecha 11 | Fecha 11         |
| Local           | Resultado | Visitante         | Fecha       | Hora     | Estadio          |
| --------------- | --------- | ----------------- | ----------- | -------- | ---------------- |
| Bruno's Magpies | 1 − 3     | Gibraltar Phoenix | 9 de enero  | 18:15    | Estadio Victoria |
| College 1975    | 2 − 1     | Angels            | 10 de enero | 18:15    | Estadio Victoria |
| Hound Dogs      | 1 − 0     | Olympic Gibraltar | 11 de enero | 18:15    | Estadio Victoria |
| Leo             | 2 − 9     | Cannons           | 11 de enero | 20:30    | Estadio Victoria |

| Fecha 12          | Fecha 12  | Fecha 12        | Fecha 12    | Fecha 12 | Fecha 12         |
| Local             | Resultado | Visitante       | Fecha       | Hora     | Estadio          |
| ----------------- | --------- | --------------- | ----------- | -------- | ---------------- |
| Cannons           | 3 − 0     | Hound Dogs      | 24 de enero | 18:15    | Estadio Victoria |
| Angels            | 0 − 4     | Leo             | 24 de enero | 20:30    | Estadio Victoria |
| Olympic Gibraltar | 0 − 1     | Bruno's Magpies | 25 de enero | 18:15    | Estadio Victoria |
| Gibraltar Phoenix | 2 − 0     | Boca Juniors    | 25 de enero | 20:30    | Estadio Victoria |

| Fecha 13        | Fecha 13  | Fecha 13          | Fecha 13      | Fecha 13 | Fecha 13         |
| Local           | Resultado | Visitante         | Fecha         | Hora     | Estadio          |
| --------------- | --------- | ----------------- | ------------- | -------- | ---------------- |
| Hound Dogs      | 0 − 2     | Angels            | 1 de febrero  | 20:30    | Estadio Victoria |
| Leo             | 3 − 2     | College 1975      | 2 de febrero  | 20:30    | Estadio Victoria |
| Bruno's Magpies | 4 − 1     | Cannons           | 7 de febrero  | 18:15    | Estadio Victoria |
| Boca Juniors    | 2 − 1     | Olympic Gibraltar | 15 de febrero | 18:30    | Estadio Victoria |

| Fecha 14          | Fecha 14  | Fecha 14          | Fecha 14      | Fecha 14 | Fecha 14         |
| Local             | Resultado | Visitante         | Fecha         | Hora     | Estadio          |
| ----------------- | --------- | ----------------- | ------------- | -------- | ---------------- |
| Olympic Gibraltar | 1 − 5     | Gibraltar Phoenix | 22 de febrero | 20:30    | Estadio Victoria |
| Cannons           | 0 − 3     | Boca Juniors      | 26 de febrero | 18:30    | Estadio Victoria |
| Angels            | 1 − 8     | Bruno's Magpies   | 27 de febrero | 18:15    | Estadio Victoria |
| College 1975      | 3 − 1     | Hound Dogs        | 28 de febrero | 20:30    | Estadio Victoria |

| Fecha 15          | Fecha 15  | Fecha 15     | Fecha 15    | Fecha 15 | Fecha 15         |
| Local             | Resultado | Visitante    | Fecha       | Hora     | Estadio          |
| ----------------- | --------- | ------------ | ----------- | -------- | ---------------- |
| Gibraltar Phoenix | 8 − 1     | Cannons      | 5 de marzo  | 18:30    | Estadio Victoria |
| Boca Juniors      | 1 − 0     | Angels       | 6 de marzo  | 18:15    | Estadio Victoria |
| Bruno's Magpies   | 5 − 3     | College 1975 | 27 de marzo | 20:30    | Estadio Victoria |
| Hound Dogs        | 1 − 3     | Leo          | 5 de abril  | 20:30    | Estadio Victoria |

| Fecha 16     | Fecha 16  | Fecha 16          | Fecha 16    | Fecha 16 | Fecha 16         |
| Local        | Resultado | Visitante         | Fecha       | Hora     | Estadio          |
| ------------ | --------- | ----------------- | ----------- | -------- | ---------------- |
| College 1975 | 2 − 5     | Boca Juniors      | 19 de abril | 18:15    | Estadio Victoria |
| Cannons      | 1 − 4     | Olympic Gibraltar | 24 de abril | 18:15    | Estadio Victoria |
| Leo          | 0 − 9     | Bruno's Magpies   | 2 de mayo   | 18:15    | Estadio Victoria |
| Angels       | 0 − 7     | Gibraltar Phoenix | 3 de mayo   | 18:15    | Estadio Victoria |

| Fecha 17          | Fecha 17  | Fecha 17     | Fecha 17   | Fecha 17 | Fecha 17         |
| Local             | Resultado | Visitante    | Fecha      | Hora     | Estadio          |
| ----------------- | --------- | ------------ | ---------- | -------- | ---------------- |
| Bruno's Magpies   | 8 − 0     | Hound Dogs   | 8 de mayo  | 18:15    | Estadio Victoria |
| Boca Juniors      | 6 − 3     | Leo          | 9 de mayo  | 18:15    | Estadio Victoria |
| Olympic Gibraltar | 3 − 2     | Angels       | 9 de mayo  | 20:30    | Estadio Victoria |
| Gibraltar Phoenix | 11 − 0    | College 1975 | 11 de mayo | 18:15    | Estadio Victoria |

| Fecha 18     | Fecha 18  | Fecha 18          | Fecha 18   | Fecha 18 | Fecha 18         |
| Local        | Resultado | Visitante         | Fecha      | Hora     | Estadio          |
| ------------ | --------- | ----------------- | ---------- | -------- | ---------------- |
| College 1975 | 3 − 1     | Olympic Gibraltar | 23 de mayo | 20:30    | Estadio Victoria |
| Angels       | 0 − 5     | Cannons           | 25 de mayo | 18:15    | Estadio Victoria |
| Leo          | 0 − 7     | Gibraltar Phoenix | 25 de mayo | 20:30    | Estadio Victoria |
| Hound Dogs   | 0 − 3     | Boca Juniors      | 26 de mayo | 20:30    | Estadio Victoria |

| Gibraltar Phoenix Campeón 1.° título |

## Goleadores
Actualizado el 5 de mayo de 2017.
| Pos. | Jugador         | Equipo            | Goles | PJ |
| ---- | --------------- | ----------------- | ----- | -- |
| 1    | Luis Casas      | Gibraltar Phoenix | 29    | 18 |
| 2    | Germán Cortez   | Gibraltar Phoenix | 27    | 16 |
| 3    | Luke Busumbru   | Bruno's Magpies   | 17    | 8  |
| 4    | Kofi Halliday   | Bruno's Magpies   | 9     | 8  |
| 5    | Antonio Jimenez | Gibraltar Phoenix | 8     | 17 |
| 5    | Manuel Ruiz     | Leo               | 8     | 16 |
| 5    | Antonio Moya    | Leo               | 8     | 16 |

## Partido de ascenso y descenso
Fue jugado al final de la temporada entre Bruno's Magpies, subcampeón de este torneo y Manchestyer 62, penúltimo clasificado de la Premier League 2016-17. Manchester 62 ganó el partido por tres a uno, de esta manera evitó el descenso y aseguró su participación en Primera División 2017−18. Brunos Magpies, perdedor, no consiguió ascender y jugará en Segunda División 2017−18.
| Equipo 1      | Resultado | Equipo 2        | Fecha      | Estadio          |
| ------------- | --------- | --------------- | ---------- | ---------------- |
| Manchester 62 | 3 – 1     | Bruno's Magpies | 30 de mayo | Estadio Victoria |

| Manchester 62 Ganador Permanece en Primera División | Bruno's Magpies Perdedor Permanece en Segunda División |